# 羅伯特·巴羅
羅伯特·約瑟夫·巴羅（英語：Robert Joseph Barro，1944年9月28日—），美國經濟學家，目前為哈佛大學保羅·瓦爾堡經濟學講座教授、史丹佛大學胡佛研究所資深研究員。與小罗伯特·卢卡斯、托瑪斯·薩金特等人，皆為新興古典經濟學派代表人物。

## 生平
巴羅於1965年獲得加州理工學院物理學學士學位，但在學校聽了理查德·費曼的物理學課程後，認為自己無法到達物理學界的頂端，決定改攻讀經濟學。1970年獲得哈佛大學經濟學博士學位。
1974年，巴羅以一篇刊於《政治經濟學報》，題為《政府債券是淨財富嗎？》(Are Government Bonds Net Wealth?) 的論文而聲名大噪。文中以社會大眾是理性預期和有遠見的、政府發行公債彌補減稅所流失的收入等一些假設下，闡述政府發行公債並不會對民眾產生財富效果，以及民眾會增加儲蓄來因應預期未來政府會因支付公債利息和本金所提高的課稅。這篇論文的提出，主要是針對布蘭德-梭羅模型認為政府發行公債，長期可對民眾產生財富效果的結論，所作的直接回應。此論文為總體經濟學領域中，引用次數最多的文獻之一，論文的李嘉圖等價是目前學界相當重要的論點之一。
1976年，巴羅發表了其第二篇具重要影響力的論文《理性預期和貨幣政策的角色》(Rational expectations and the role of monetary policy, 刊載於《貨幣經濟學學報》)，主張當理性的經濟個體在面對不確定性時，資訊不對稱能夠對總體經濟造成實質效果，但預期性的貨幣政策變動則無法產生任何影響。雖然巴羅後來舊題重遊，嚴以律其此篇論文，但無疑地這篇論文仍有著相重要的地位，它整合了貨幣的角色於新古典經濟學中，並且將一般均衡理論和總體模型作了融合。

## 外部連結
- Barro's web page （页面存档备份，存于）
- Podcast featuring Barro （页面存档备份，存于） Barro discusses growth on EconTalk.
- Topping the Charts （页面存档备份，存于） Article on Barro from the IMF.
- IDEAS/RePEc （页面存档备份，存于）